# Vacances avec Piroschka
Pour plus de détails, voir Fiche technique et Distribution.
Vacances avec Piroschka (Ferien mit Piroschka) est un film germano-austro-hongrois réalisé par Franz Josef Gottlieb, sorti en 1965.
Il s'agit d'une adaptation du roman Ich denke oft an Piroschka de Hugo Hartung.

## Synopsis
Thomas Laurends, fils d'une riche famille, est choqué quand sa petite amie Karin lui dit d'une manière détournée vouloir se marier. Il va précipitamment en voyage en Hongrie, où, à la demande de son père, il veut acheter de nouveaux chevaux pour le haras appartenant à la famille à Hambourg. Il ne sait pas que Karin a rejoint un groupe de visite autour d'un guide, le noble Alfi Trattenbach.
Thomas rencontre au haras hongrois la jeune et belle Tery, dont il tombe amoureux, mais il apprend que Karin est en Hongrie. Laquelle est courtisée par Alfi Trattenbach. Thomas et Tery se rapprochent. Lors d'une fête de village, où l'on raconte l'histoire des deux amants Janosz et Tünde, on choisit Thomas et Tery pour incarner ce couple. Thomas doit reconnaître Tery parmi des femmes voilées. Il y parvient, ils passent la nuit ensemble.
Le lendemain matin, Thomas voit que Karin était aussi la fête du village et a laissé son adresse en l'écrivant au rouge à lèvres sur la fenêtre de sa décapotable. Il va vers elle et lui dit avoir un nouvel amour. Ils se séparent et se disent au revoir avec un baiser que voit par hasard Tery. Elle se détourne de Thomas. Il revient au haras et annonce qu'il repartira à Hambourg le lendemain. Tery s'enfuit à cheval, Thomas la suit. Il la rattrape finalement, ils se retrouvent dans l'herbe. Il lui promet de revenir.

## Fiche technique
- Titre français : Vacances avec Piroschka[1]
- Titre original : Ferien mit Piroschka
- Réalisation : Franz Josef Gottlieb
- Scénario : Kurt Nachmann, Ferenc Földessy
- Musique : Szabolcs Fényes
- Direction artistique : Antal Greiner, Hans Zehetner
- Costumes : Erzsébet Újhegyi
- Photographie : Richard Angst
- Son : Rolf Schmidt-Gentner, Kurt Schwarz
- Montage : Annemarie Reisetbauer
- Production : Richard Deutsch, Josef Györffy
- Société de production : Schlaraffia-Film, Sascha-Film
- Société de distribution : Gloria
- Pays d'origine :  Allemagne de l'Ouest,  Autriche,  Hongrie
- Langue : allemand
- Format : Couleur - 1,37:1 - Mono - 35 mm
- Genre : Comédie romantique
- Durée : 95 minutes
- Dates de sortie :
  - Allemagne de l'Ouest : 31 décembre 1965.
  - France : 3 mai 1968[1].

## Distribution
- Marie Versini : Tery
- Götz George : Thomas Laurends
- Teri Tordai (hu) : Karin
- Dietmar Schönherr : Alfi Trattenbach
- Gisela Uhlen : Mrs. Laurends
- Lieselotte Bav : Ilona
- János Görbe : Pali-Bacsi
- Hilda Gobbi : Katalin
- István Bujtor : Ferencz